# Halowe Mistrzostwa Europy w Lekkoatletyce 1972 – sztafeta 4 × 4 okrążenia mężczyzn
Sztafeta 4 × 4 okrążenia mężczyzn – jedna z konkurencji biegowych rozgrywanych podczas halowych lekkoatletycznych mistrzostw Europy w hali Palais des Sports w Grenoble. Rozegrano od razu bieg finałowy 12 marca 1972. Długość jednego okrążenia wynosiła 180 metrów. Zwyciężyła reprezentacja Republiki Federalnej Niemiec. Tytułu z poprzednich mistrzostw nie obroniła sztafeta Związku Radzieckiego, która tym razem zdobyła srebrny medal.

## Rezultaty

### Finał
Rozegrano od razu bieg finałowy, w którym wzięły udział 4 sztafety.

Opracowano na podstawie materiału źródłowego.
| Miejsce | Reprezentacja | Zawodnicy                                                                      | Czas   |
| ------- | ------------- | ------------------------------------------------------------------------------ | ------ |
| 1       | RFN           | Thomas Wessinghage, Harald Norpoth, Paul-Heinz Wellmann, Franz-Josef Kemper    | 6:26,4 |
| 2       | ZSRR          | Aleksiej Taranow, Walentin Taratynow, Iwan Iwanow, Stanisław Mieszczerskich    | 6:27,0 |
| 3       | Polska        | Zenon Szordykowski, Krzysztof Linkowski, Stanisław Waśkiewicz, Andrzej Kupczyk | 6:27,6 |
| 4       | Francja       | Yves Gringoire, Aimé Cordoba, Philippe Renaudie, Philippe Meyer                | 6:30,7 |